# Podwójne kliknięcie
Podwójne kliknięcie, dwukrotne kliknięcie – szybkie dwukrotne naciśnięcie przycisku myszy bez przesuwania kursora. Zazwyczaj podwójne kliknięcie na danym obiekcie powoduje dostęp do niego poprzez uruchomienie obiektu bezpośrednio lub po uprzednim automatycznym uruchomieniu programu, do którego przypisany jest typ danego obiektu (np. dla dokumentów tekstowych jest nim edytor tekstu, dla plików graficznych to program graficzny). 
Jeśli klikanie będzie zbyt wolne, system rozpozna je jako dwa pojedyncze kliknięcia (więc zamiast otworzyć obiekt umożliwi, na przykład, zmianę jego nazwy). W systemach operacyjnych istnieje możliwość wyłączenia podwójnego kliknięcia (i jego zmiany na wygodniejsze pojedyncze), zdefiniowania maksymalnego czasu pomiędzy kliknięciami, a także określenia przycisku do ich wykonywania. Opcje te są zwykle dostępne w ustawieniach myszy danego systemu operacyjnego lub programów sterujących jej funkcjami (szczególnie w przypadku myszy wieloprzyciskowych).
27 kwietnia 2004 firma Microsoft opatentowała podwójne kliknięcie dla „limitowanego zasobu urządzeń informatycznych”, co spowodowało, że znaczna część programistów wdrażających graficzne systemy operacyjne powinna płacić Microsoftowi za stosowanie tej operacji lub znaleźć dla niej alternatywę.